# Te llamaré Viernes
Te llamaré Viernes es una novela de la escritora española Almudena Grandes editada por Tusquets.
Editada por primera vez el mes de febrero de 1999 por la colección Andanzas, es reeditada en la actualidad dentro de la colección Fábula y consta de cinco partes.
- Datos: Q6139461